# 葛利澤588
格利澤588是一顆鄰近的紅矮星，光譜類型M2.5，位於豺狼座，距離地球19.34光年。它發出的光通量非常穩定，沒有可檢測到的脈動。

## 觀測歷史
根據"魯坦的（1979）（目錄LHS，以及NLTT），這個天體是由羅伯特·因尼斯發現的。1903年至1927年，因尼斯是南非聯合天文台（UO）的台長。
但是，在"Ci 20"星表（見編號934）這顆恆星被命名為"CD -40 7021"，而不是"UO"。這可能表明，GJ 588首度被編目是在1894年由John M. Thome編輯的"波昂星表"中。注意：葛利澤588在波昂星表的名稱是 "CD-40 9712"，不是"CD -40 7021"： GJ 588 的赤經是15時，但是CD-40 7021的赤經是11時。

## 行星系統
2019年6月11日，以徑向速度法測量到葛利澤588周圍有兩顆行星，而還有118顆行星圍繞著其它的M矮星。
| b (未确认) | 2.4+1.0 −0.9 M⊕  | 0.049+0.005 −      | 5.8084+0.0016 −0.0018 | 0.04+0.25 −0.04 |
| c (未确认) | 10.3+6.9 −4.9 M⊕ | 0.530+0.048 −0.054 | 206.0+2.0 −3.3        | 0.06+0.02 −0.06 |